# Thomas Lukaszuk
Thomas Adam Lukaszuk (ur. 5 kwietnia 1969 w Gdyni) – kanadyjski polityk polskiego pochodzenia i działacz polonijny.

## Życiorys
Absolwent University of Alberta. Były minister rządu prowincji Alberta, wicepremier w gabinecie postępowej konserwatystki Alison Redford. Pierwszy w historii Kanady wicepremier, minister i członek Rady Ministrów stanu Alberta, urodzony w Polsce.